# Ted Harper
Edward „Ted“ Cashfield Harper (* 22. August 1901 in Minster, Sheerness; † 22. Juli 1959) war ein englischer Fußballspieler, der im Zeitraum von 13 Jahren für fünf englische Mannschaften in zwei Spielklassen aktiv gewesen ist.

## Karriere

### Vereine
Harper, auf der Isle of Sheppey in der Grafschaft Kent geboren, spielte für Whitstable Town und für Sheppey United.
Zur Saison 1923/24 wurde er von den Blackburn Rovers verpflichtet. Bis zum 22. Oktober 1927 (11. Spieltag) der Saison 1927/28 kam er für den Verein in der Football League First Division, der seinerzeit höchsten Spielklasse im englischen Fußball, zum Einsatz. In seiner dritten Saison für den Verein krönte er sich mit 43 Toren in 37 Punktspielen zum Torschützenkönig der Liga. Nach 106 Toren, die ihm in „nur“ 144 Punktspielen gelangen, anschließend war er für den Ligakonkurrenten Sheffield Wednesday aktiv.
Anschließend für den Zweitligisten Tottenham Hotspur aktiv, für den er 63 Tore erzielte. Anschließend spielte er für zwei Jahre für den Ligakonkurrenten Preston North End in der Grafschaft Lancashire.
Danach kehrte er nach Blackburn zurück und kam ein zweites Mal für The Rovers und auch ein zweites Mal in der Football League First Division zum Einsatz. Nach dem Ende seiner Spielerkarriere war er von 1935 bis 1948 im Trainerstab des Vereins eingebunden.

## Erfolge
- Torschützenkönig 1926 (43 Tore)

## Sonstiges
Als Schiffbauerlehrling in die Berufswelt eingestiegen, war er zuletzt bis zu seinem frühen Ableben im Jahr 1959 für English Electric tätig.